# ФК Дъндолк
ФК Дъндолк (на английски: Dundalk F.C.; на ирландски: Cumann Peile Dhún Dealgan) е ирладнски футболен отбор от град Дъндолк. Основан е през 1903 г. и играе в ирландската висша лига. Клубните цветове са бял, черен и червен. Тимът играе домакинските си мачове на стадион Ориъл Парк, който разполага с капацитет от 4500 места, от които 3000 седящи.

## Успехи
- Ирландска висша лига
  -  Шампион (14): 1932 – 33, 1962 – 63, 1966 – 67, 1975 – 76, 1978 – 79, 1981 – 82, 1987 – 88, 1990 – 91, 1994 – 95, 2014, 2015, 2016, 2018, 2019
  -  Вицешампион (11): 1930 – 31, 1942 – 43, 1947 – 48, 1963 – 64, 1930 – 31, 1967 – 68, 1979 – 80, 1980 – 81, 1986 – 87, 1988 – 89, 2013
- Ирландска първа дивизия
  -  Шампион (2): 2000 – 01, 2008
- Купа на Ирландия:
  -  Носител (12): 1942, 1949, 1952, 1958, 1977, 1979, 1981, 1988, 2002, 2015, 2018, 2020
  -  Финалист (6): 1930 – 31, 1934 – 35, 1937 – 38, 1986 – 87, 1992 – 93, 2016
- Купа на лигата:
  -  Носител (7): 1977 – 78, 1980 – 81, 1986 – 87, 1989 – 90, 2014, 2017, 2019
  -  Финалист (4): 1982 – 83, 1985 – 86, 1988 – 89, 1994 – 95
- Купа на президента:
  -  Носител (2): 2015, 2019
- Купа на Лейнстър:
  -  Носител (7): 1950 – 51, 1960 – 61, 1970 – 71, 1973 – 74, 1976 – 77, 1977 – 78, 2015
- Купа на Дъблин:
  -  Носител (5): 1937 – 38, 1942 – 43, 1948 – 49, 1967 – 68, 1968 – 69
- Купа на Дъблин и Белфаст:
  -  Носител (1): 1941 – 42
- Купа на четирите най-добри:
  -  Носител (2): 1963 – 64, 1966 – 67
- Купа на президента LFA:
  -  Носител (9): 1930 – 31, 1951 – 52, 1963 – 64, 1964 – 65, 1979 – 80, 1980 – 81, 1981 – 82, 1988 – 89, 1989 – 90